# Sijac
Sijac (en francès Issigeac) és una població occitana francesa situada al Perigord, departament de la Dordonya i regió de la Nova Aquitània.

## Geografia
Situada a 20 km al sud de Bergerac, a l'extrem meridional de la gran plana europea, que va dels Pirineus als Urals tot seguint la costa atlàntica, gaudeix d'un clima relativament plujós i temperat, característic de la zona oceànica.
Les pluges de la zona d'Issigeac solen ser d'uns 800 mm a l'any, repartits en una mitjana de 112 dies. La temperatura mitjana volta els 12,5 °C, i arriba als 30 °C uns 8 dies tant al juliol com a l'agost. Les hores de sol oscil·len al voltant de les 2.000 anuals, encara que la influència oceànica comporta boires i núvols baixos, sobretot a l'hivern.

## Demografia
| 1962                                       | 1968 | 1975 | 1982 | 1990 | 1999 | 2007 |
| ------------------------------------------ | ---- | ---- | ---- | ---- | ---- | ---- |
| 712                                        | 709  | 669  | 686  | 638  | 617  | 663  |
| Des de 1962: població sense dobles comptes |      |      |      |      |      |      |

## Administració
| Període   | Identitat             | Partit |
| --------- | --------------------- | ------ |
| 1989-2008 | Jean-Marie Bos        | PS     |
| 2008-     | Jean-Claude Castagner | PS     |

## Història
L'estructura de la vila d'Issigeac és bàsicament medieval, si bé hi ha vestigis molt més antics, prehistòrics també.
Al segle iv hi existia una vil·la gal·loromana, i en el mateix lloc s'hi ha trobat una necròpolis merovíngia, soterrada durant les invasions dels bàrbars.
La primera citació escrita data del 1008, i fa referència a l'església de Sant Martí. Del 1153 hi ha documents que citen un monestir que depenia de la gran abadia de Sarlat. Durant el segle xiii,Issigeac es va envoltar de muralles, per tal de protegir-se dels combats de la Guerra dels cent anys. Si bé la vila depenia dels senyors de Bergerac, ben aviat els responsables de la comunitat de monjos varen acaparar els drets feudals, i esdevingueren senyors temporals i espirituals de la jurisdicció.
El 1351, Issigeac va esdevenir propietat del bisbat de Sarlat, i des d'aleshores, es va convertir en una residència d'aquells bisbes.L'església actual fou construïda al segle xvi, però aviat va ser parcialment destruïda, igual que el castell, durant les Guerres de Religió, que van afectar durament Issigeac.Tant l'església com el castell foren reconstruïts per un bisbe de Sarlat, oncle de Fénelon, un escriptor clàssic francès, que va residir al castell.
El segle xix la vila va viure nombrosos canvis, que, per sort, no varen afectar quasi gens la seva arquitectura. El segle xx ha estat una etapa de baixa activitat, fet que l'ha preservat de grans obres urbanístiques.
Avui dia, és una petita vila on es pot viure bé, i que ha aturat el seu èxode rural. El seu paisatge urbà va propiciar la gravació d'un film sobre un esport, la "soule", considerat l'origen del rugbi, que actualment és l'esport predilecte de la vila i del seu entorn.
Nombrosos visitants venen cada any a Issigeac, hi fan estada, i, alguns, s'hi queden.